# Eucrostes pallida
Eucrostes pallida là một loài bướm đêm trong họ Geometridae.